# Lol Coxhill
Lowen Coxhill, connu sous le nom de Lol Coxhill, né le 19 septembre 1932 à Portsmouth et mort le 10 juillet 2012, est un saxophoniste britannique spécialiste de l'improvisation libre. Il jouait habituellement des saxophones soprano ou sopranino.

## Biographie
Il étudie le solfège et le saxophone puis commence à se produire en solo âgé de trente ans. À cette époque il s'intéresse aussi au rhythm and blues et accompagne notamment Otis Spann et Alexis Korner.
Il a collaboré avec de nombreux musiciens tout au long de sa carrière, notamment Kevin Ayers, Steven Miller (en), Mike Oldfield, Morgan Fisher (en) (ex Mott the Hoople), le Brotherhood of Breath de Chris McGregor (1974-1976), Evan Parker, Tony Coe, The Dedication Orchestra (en), Hugh Metcalfe (ja) et Derek Bailey, ainsi que plusieurs groupes de rock : The Damned, Henry Cow, Hatfield And The North… Il a aussi beaucoup travaillé avec d'autres artistes issus du théâtre ou de la performance artistique. Il apparaît pour une courte improvisation à la fin du film de Thierry Jousse Le Jour de Noël en 1998.

## Discographie (incomplète)

### En solo ou en position de leader
- Ear of Beholder (Dandelion Records (en))
- Toverball Sweet (Dandelion Records)
- Fleas In Custard (avec G. F. Fitzgerald (guitare)) (Caroline Records)
- Miller/Coxhill (avec Steven Miller (en) (piano)) (Caroline Records)
- The Story So Far…Oh Really! (avec Steven Miller (en) (piano)) (Caroline Records)
- Welfare State/Lol Coxhill (avec Welfare State Theatre Group) (Caroline Records)
- Murder In The Air (12" Single)
- Diverse (Ogun Records (en))
- The Joy of Paranoia (Ogun Records)
- Frogdance (bande origibale pour Channel 4 TV production)
- The Promenaders (avec plusieurs autres improvisateurs libres, enregistré sur le port Brighton)(Y Records)
- Digswell Duets (Random Radar Records)
- French Gigs (avec Fred Frith) (A.A.A. Records)
- Three Blokes (avec Evan Parker et Steve Lacy) (FMP  Records)
- Chantenay 80 (avec Maurice Horsthuis et Raymond Boni) (nato)
- Instant replay (nato)
- The Dunois Solos (nato)
- Cou$cou$ (nato)
- 10:02 (avec Daniel Deshays) (nato)
- Café de la place (nato)
- Halim (avec Pat Thomas) (nato)
- The rock on the hill (avec Barre Phillips et JT Bates) (nato)
- The Hollywell Concert (SLAM)
- The Inimitable (Chabada - 10" LP)
- Before My Time (Chabada - 10" LP)

### Apparitions en tant qu'invité
- No Roses de Shirley Collins et le Albion Country Band (1971)
- Waterloo Lily de Caravan (1972)
- 1984 de Hugh Hopper (1973)
- Music for Pleasure de The Damned (1977)
- Vas Plus Haut de The Flying Padovanis (1982)
- The Death of Imagination de Penny Rimbaud (1995)